# Charmodia vectis
Charmodia vectis är en fjärilsart som beskrevs av Heinrich Benno Möschler 1883. Charmodia vectis ingår i släktet Charmodia och familjen nattflyn. Inga underarter finns listade i Catalogue of Life.